# 計程車博物館
計程車博物館是位於臺灣宜蘭縣蘇澳鎮以計程車為主題的博物館，於2019年7月9日正式開館。館內展示數輛來自世界各地的計程車，以及2,000多件計程車的相關文物。計程車博物館也是全球首座展示計程車的博物館。

## 歷史
計程車博物館館長李濟成於2000年在美國紐約市買下車號為「NYC-1009」的玩具車後，開始收集各種計程車相關物品，包含模型、玩具、車牌、車資計算器等。原計畫將博物館設於日本沖繩，最終於2007年決定設於宜蘭蘇澳，並在2019年開幕時同步展出「台灣計程車歷史特展」。
2019冠狀病毒病疫情期間，計程車博物館曾在2021年中華民國全國疫情第三級警戒期間暫時閉館，後於同年7月13日恢復營業。

## 館藏

### 紐約計程車玩具
2000年館長李濟成在紐約旅遊時購入的第一部計程車，車號NYC-1009正好是館長的生日，因此展開收藏。

### 實車館藏
（按車款年份排序）
- 1947 WILLYS JEEP MB GPW
- 1957 MERCEDES-BENZ 180 W120
- 1962 NISSAN BLUEBIRD P312
- 1967 AUSTIN（英语：Austin） FX4（英语：Austin_FX4）
- 1972 CHECKER（英语：Checker_Motors_Corporation） MARATHON（英语：Checker_Marathon）
- 1980 裕隆 勝利803DL[6]
- 1983 MERCEDES-BENZ 200 W123
- 1988 PEUGEOT 505
- 1988 裕隆 速利303
- 終極殺陣 PEUGEOT 406（復刻品）
- 1996 TOYOTA CROWN CONFORT（婚禮規格）
- 2001 TOYOTA CROWN CONFORT（紅色香港市區）
- 2002 TOYOTA CROWN CONFORT（綠色新界）
- 2002 TOYOTA CROWN CONFORT（藍色大嶼山）
- 2002 NISSAN CEFIRO A33 [7]
- 2005 TOYOTA CROWN SUPER DELUXE G（個人計程車） [8]
- 2010 TOYOTA COROLLA ALTIS E140 [9]
- 2014 TOYOTA CROWN CONFORT（チェッカーキャブ無線）

### 遭復興航空235號班機空難班機擦撞的計程車
2015年2月4日上午復興航空235班機墜入基隆河前在環東大道上擦撞到的、原隸屬於皇冠大車隊的VOLKSWAGEN CADDY MAXI計程車。該計程車在遭到飛機撞擊後，車上駕駛與乘客的性命仍然受到保護、僅受到輕傷，因此號稱是「世界唯一通過飛機撞擊的車」。在知悉館長有意出價收藏該計程車的消息後，所屬車隊直接將該輛毀損的計程車捐贈給計程車博物館作為展示。

### 其他館藏
- 台灣與印尼的人力三輪車
- TUK-TUK
- 車頂燈
- 1920年印度機械式計程表
- 各式計程表
- 模型車
- 唱片、書籍、玩具、服飾等各式與計程車相關物品

## 特展

### 台灣計程車歷史特展（2019年7月9日－8月9日）
於2019年博物館開幕時，由車友支援展出為期一個月的特展。展品為五輛古董計程車與三輪車，包含民國40年代的三輪車、1964年的青鳥二代、1967年的青鳥三代、1978年的裕隆速利301與1978年的裕隆勝利803等。

### 1967 CITROËN DS 19B（2023年11月14日－）
2023年由寶嘉聯合股份有限公司提供借展，與原先館藏的三輛英、美、德計程車（合計四部車）湊齊西元2000年健達出奇蛋所推出的「世界經典計程車」主題玩具的實車。

## 外部連結
- 計程車博物館官網
- 計程車博物館的Facebook專頁
- 計程車博物館的Instagram帳戶